# Гребля Ваді-Сіджі
Гребля Ваді-Сіджі (Wadi Siji) – інженерна споруда на північному сході Об’єднаних Арабських Еміратів, у еміраті Фуджейра.
Ще в 1980-х роках у Ваді-Сіджі спорудили греблю висотою 8 метрів та довжиною 70 метрів, яка могла затримувати 150 тис м3 води. Наразі ця споруда відома як «Стара гребля».
В 2001-му за п’ять кілометрів нижче по течії ввели в дію значно більшу насипну споруду висотою 11 метрів та довжиною 540 метрів. Праворуч від греблі облаштували водоскид вигнутої форми шириною біля 60 метрів та довжиною біля трьох з половиною сотень метрів. Гребля може утримувати водосховище з об’ємом 1 млн м3 та площею поверхні 0,21 км2.
За тим же проектом в 2001-му у Ваді-Сіджі вище від старої греблі звели ще дві малі споруди, які мають висоту 4 та 6 метрів при довжині 90 та 147 метрів і можуть затримувати 0,1 млн м3 та 0,45 млн м3 води.